# Club Baloncesto Huelva la Luz

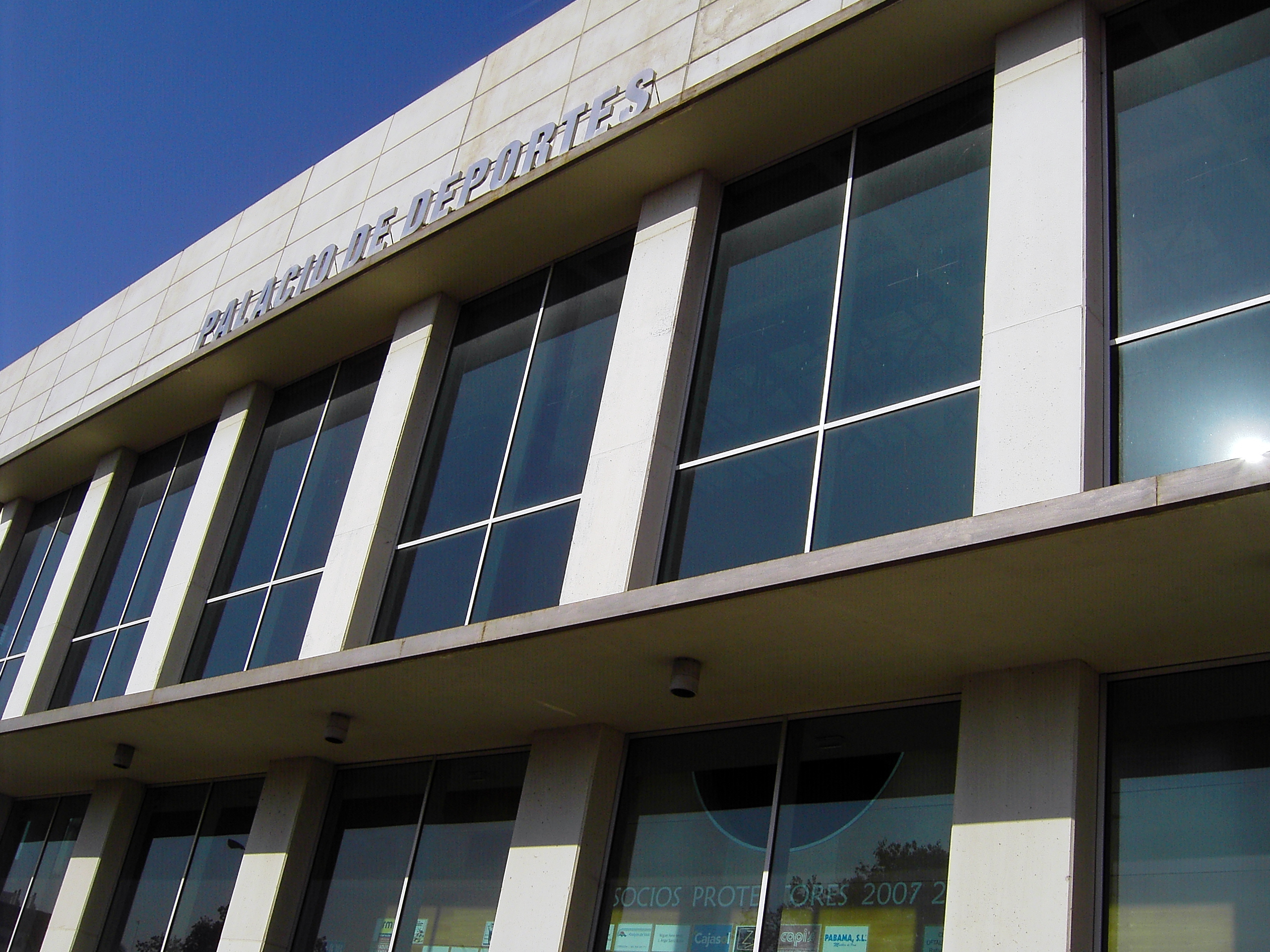
Il Palacio de los Deportes, palazzetto del club

Il Club Baloncesto Huelva la Luz è una squadra di pallacanestro militante nella Liga Adecco LEB Plata. I suoi colori ufficiali sono il bianco e l'azzurro.
Il suo campo di gioco è il Palacio de los Deportes.

## Roster 2009-2010
| N° | Naz.                    | Ruolo | Sportivo            |  | Alt.   |  |
| -- | ----------------------- | ----- | ------------------- |  | ------ |  |
| -  | Spagna (bandiera)       | P     | Rafa Rufián         |  | 183 cm |  |
| -  | Spagna (bandiera)       | P     | David Quero         |  | 181 cm |  |
| -  | Spagna (bandiera)       | G     | Antonio Gómez       |  | 193 cm |  |
| -  | Spagna (bandiera)       | G     | Rubén Martínez      |  | 196 cm |  |
| -  | Spagna (bandiera)       | AP    | Ivan Matemalas      |  | 193 cm |  |
| -  | Sierra Leone (bandiera) | C     | Chris Bart Williams |  | 203 cm |  |
| -  | Spagna (bandiera)       | AG    | Fran Flores         |  | 203 cm |  |
| -  | Senegal (bandiera)      | C     | Mohamad Diop        |  | 208 cm |  |
| -  | Stati Uniti (bandiera)  | AG    | Shalawn Miller      |  | 205 cm |  |